# Werner Noth
Werner Noth (* 6. November 1921 in Jena; † unbekannt) war ein deutscher Kunsthistoriker sowie Volkskammerabgeordneter der DDR für den Deutschen Kulturbund (DKB).

## Leben
Noth war der Sohn eines Handwerkers. Nach dem Besuch der Volksschule und der gewerblichen Berufsschule nahm er 1936 eine dreijährige Lehre zum Maler auf. Nach Ausbruch des Zweiten Weltkrieges wurde er zur deutschen Wehrmacht einberufen und geriet gegen Kriegsende in Gefangenschaft.
Von 1950 bis 1953 studierte er an der Arbeiter-und-Bauern-Fakultät in Jena und anschließend Kunstgeschichte an der Humboldt-Universität zu Berlin. Dort erwarb er 1957 den Abschluss als Diplom-Kunsthistoriker. 1958 wurde er wissenschaftlicher Mitarbeiter der DAK zu Berlin. Von 1959 bis 1961 war Noth Direktor der Staatlichen Museen Heidecksburg. 1961 wurde er als Nachfolger des in die Bundesrepublik geflüchteten Sigfried Asche Direktor der Wartburg-Stiftung in Eisenach. Als solcher sagte er öffentlich 1982, dass „die Wartburg ein Beispiel dafür ist, wie tief die Traditionen unserer sozialistischen deutschen Nation und ihrer sozialistischen Nationalkultur in der Geschichte unseres Volkes wurzeln.“

## Politik
Noth trat 1950 in den FDGB, in den Kulturbund zur demokratischen Erneuerung Deutschlands und in die SED ein.
In der Wahlperiode von 1963 bis 1967 war er Mitglied der DKB-Fraktion in der Volkskammer der DDR.

## Schriften (Auswahl)
- Die Wartburg. Koehler & Amelang, Leipzig 1967 sowie weitere Wartburg-Veröffentlichungen unter GND 139532935

## Auszeichnungen
- Medaille für hervorragende Leistungen in der Pionierorganisation „Ernst Thälmann“ in Silber